# Manoir de Pérénès
Le manoir de Pérénès est un édifice situé à Surzur en France.

## Localisation
Le manoir est situé sur le territoire de la commune de Surzur, au lieu-dit Pérénès, dans le département du Morbihan en région Bretagne.

## Description
Le manoir date du XVe siècle, logis enduit, un étage carré, comble à surcroît, élévation à travées, tour d'escalier couverte en pavillon, raccord du logis à la tour avec toit à noue, tour ouest en moellon couverte d'un toit conique ; communs enduit, toit à ruellée, noue ; pavillon est à pan de bois, toit à pignon couvert, noue. Escalier hors-œuvre : escalier tournant à retours sans jour en maçonnerie.

## Historique
Le manoir est mentionné en 1426, il appartient alors à la famille de Lescouble. Le logis principal date du XVe siècle. Ouvertures modifiées aux XVIIe et XVIIIe siècles (étage et lucarne). Aile ouest avec tour d'escalier et tour de défense de la fin du XIXe siècle. Tour à l'est du XIXe siècle. Rajout au XXe siècle d'une façade de maison à colombages sur l'élévation postérieure. Niche à chien peut-être du XIXe siècle. Puits XVIe siècle, superstructure en ferronnerie peut-être moderne. Aile de communs peut-être du XVIe siècle, modifiée fin XIXe siècle.
Il est inscrit à l'inventaire général du patrimoine culturel.